# Dictyna flavipes
Dictyna flavipes är en spindelart som beskrevs av Hu 200. Dictyna flavipes ingår i släktet Dictyna och familjen kardarspindlar. Inga underarter finns listade i Catalogue of Life.